# Математик

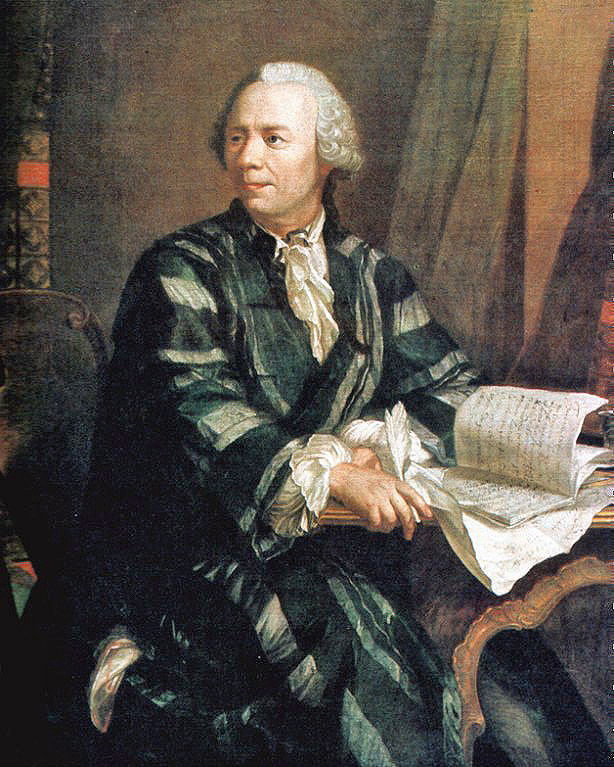
Математик Леонард Эйлер

Матема́тик — учёный, специалист в области математики.

## Обучение
Профессия математика требует высшего университетского образования. Подготовка по математическим специальностям производится обычно в специальных учебных подразделениях университетов. В СССР это были математические или механико-математические, физико-математические факультеты. Дипломированные математики в СССР работали программистами, научными сотрудниками отраслевых институтов, преподавателями и т. д.

## Награды и премии
Одной из наиболее престижных математических премий является Филдсовская премия. С 2002 года за выдающиеся достижения в области математики ежегодно вручается Абелевская премия. Нобелевские премии по математике не присуждаются, однако некоторым математикам (например, Л. В. Канторовичу или Дж. Ф. Нэшу) они присуждались (хотя и в других научных областях — часто экономике).

## Автобиографии математиков
- «Страницы автобиографии» — П. С. Александров;
- «Я — математик» — Норберт Винер;
- «Урожаи и посевы» — Александр Гротендик;
- «Быт войны» В. А. Залгаллер;
- «О моей жизни» — Джероламо Кардано;
- «Воспоминания» — С. В. Ковалевская;
- «О профессии математика», «Математика — наука и профессия» — А. Н. Колмогоров;
- «Математическая смесь» — Джон Литлвуд;
- «Математика как метафора» — Ю. И. Манин;
- «Эпизоды из моей жизни» — В. Д. Мильман;
- «Советские математики: Мои воспоминания» — А. Д. Мышкис;
- «Мои Истории» — С. П. Новиков;
- «Жизнеописание Льва Семёновича Понтрягина, математика, составленное им самим. Рождения 1908, г. Москва» — Л. С. Понтрягин;
- «Автобиография» — Бертран Рассел;
- «Приключения математика» — Станислав Улам;
- «Я хочу быть математиком» — Пол Халмош;
- «Апология математика» — Годфри Харди.

## В массовой культуре
Один из самых знаменитых фильмов о математике — оскароносная биографическая драма «Игры разума» Рона Ховарда по одноимённой книге Сильвии Назар, рассказывающая о жизни Джона Форбса Нэша. Этот учёный прекрасно вписывается в стереотипное представление об учёном, как о мизантропе, и его личность даёт повод начать разговор о связи гениальности и безумия.
«Знаменитым математиком» обычно называет героя своих детских стихов и книг — академика Иванова — автор Эдуард Успенский. В 1986 году по книге режиссёром Владимиром Поповым на студии Союзмультфильм был снят мультфильм.